# Begonia amabilis
Begonia amabilis là một loài thực vật có hoa trong họ Thu hải đường. Loài này được Linden mô tả khoa học đầu tiên năm 1859.